# Tennistavolo ai XVIII Giochi del Mediterraneo
I tornei di tennis ai XVIII Giochi del Mediterraneo si sono svolti dal 26 al 30 giugno 2018 al Pabellón Joana Ballart di Valls. Si sono disputati i tornei nel singolare e la gara a squadre, sia in ambito maschile sia femminile.

## Calendario
Il calendario delle gare è stato il seguente:
| ● | Competizioni | ● | Finali |

| Giugno/Luglio |    |    |    |    |    |    |    |    |    |
| 22            | 23 | 24 | 25 | 26 | 27 | 28 | 29 | 30 | 1º |
|               |    |    |    | ●  | ●  | 2  | ●  | 2  |    |

## Podi

### Uomini
| Evento                        | Oro                                          | Argento                                               | Bronzo                                               |
| Singolo maschile (dettagli)   | Darko Jorgić                                 | Jesús Cantero                                         | İbrahim Gündüz                                       |
| A squadre maschile (dettagli) | Slovenia Darko Jorgić Deni Kožul Bojan Tokič | Francia Alexandre Robinot Joé Seyfried Léo De Nodrest | Portogallo André Silva Diogo Carvalho Léo De Nodrest |

### Donne
| Evento                         | Oro                                          | Argento                                             | Bronzo                                                   |
| Singolo femminile (dettagli)   | Dina Meshref                                 | Xiao Xin Yang                                       | Galia Dvorak                                             |
| A squadre femminile (dettagli) | Spagna Galia Dvorak María Xiao Xuan Zhang Xu | Turchia Sibel Altınkaya Özge Yılmaz Gülpembe Özkaya | Francia Stéphanie Loeuillette Audrey Zarif Laura Gasnier |

## Medagliere
| Posizione | Paese      | Oro | Argento | Bronzo | Totale |
| --------- | ---------- | --- | ------- | ------ | ------ |
| 1         | Slovenia   | 2   | 0       | 0      | 2      |
| 2         | Spagna     | 1   | 1       | 1      | 3      |
| 3         | Egitto     | 1   | 0       | 0      | 1      |
| 4         | Francia    | 0   | 1       | 1      | 2      |
| 4         | Turchia    | 0   | 1       | 1      | 2      |
| 6         | Monaco     | 0   | 1       | 0      | 1      |
| 7         | Portogallo | 0   | 0       | 1      | 1      |
| Totale    | Totale     | 4   | 4       | 4      | 12     |